# Fjällmossen
Fjällmossen este o arie protejată (arie specială de conservare — SAC, sit de importanță comunitară — SCI) din Suedia întinsă pe o suprafață de 280,4 ha, integral pe uscat.

## Localizare
Centrul sitului Fjällmossen este situat la coordonatele 55°49′31″N 13°53′52″E / 55.8252°N 13.8978°E.

## Înființare
Situl Fjällmossen a fost declarat sit de importanță comunitară în decembrie 1998 pentru a proteja un număr necunoscut de specii din flora spontană și fauna sălbatică aflate în arealul zonei. Situl a fost protejat și ca arie specială de conservare în martie 2011.

## Biodiversitate
Situată în ecoregiunea continentală, aria protejată conține 10 habitate naturale: Mlaștini oligotrofe degradate, capabile încă de regenerare naturală, Formațiuni de Juniperus communis pe lande sau pajiști calcaroase, Pășuni din zone de pădure fino-scandinave, Păduri de fag Luzulo-Fagetum, Formațiuni ierboase bogate în specii de Nardus, dezvoltate pe substraturi silicioase în zone montane (și în zone submontane, în Europa continentală), Păduri caducifoliate de mlaștină fino-scandinave, Pajiști cu Molinia pe soluri calcaroase, turboase sau argilos-nămoloase (Molinion caeruleae), Mlaștini turboase de tranziție și turbării mișcătoare, Pajiști uscate europene, Turbării active.
La baza desemnării sitului se află un număr nedeclarat de specii protejate.